# レコーディング芸術科学ラテン・アカデミー・パーソン・オブ・ザ・イヤー
レコーディング芸術科学ラテン・アカデミー・パーソン・オブ・ザ・イヤー（レコーディングげいじゅつかがくラテン・アカデミー・パーソン・オブ・ザ・イヤー、Latin Recording Academy Person of the Year）は、年に一度、ラテン・グラミー賞を発表するのと同じ団体であるレコーディング芸術科学ラテン・アカデミーがラテン音楽産業において傑出した実績をあげたミュージシャンおよび慈善活動での多大な芸術的献身を成し遂げたミュージシャンを賞賛するために贈呈する賞である。
ちなみに、ここで言う、ラテン音楽とは、ラテンアメリカ圏を意味するのではなく、世界中のスペイン語圏およびポルトガル語圏のコミュニティでの音楽を意味し、ラテンアメリカ、スペイン、ポルトガル、そしてアメリカ合衆国も含む文化圏での音楽を指し、更にはラテンアメリカ圏出身でフランス、ドイツ等に亡命他の理由で移民移住したような人々のコミュニティおよび、そのようなフランス等を拠点に活動するスペイン語圏のアーティストも存在するので、ラテンアメリカまたはイベロアメリカと呼ばれる地域よりも更に広範囲な地域での音楽ということになる。
受賞者は、毎年恒例のラテン・グラミー賞受賞式典に先立ち、様々な祝祭的特別行事が開催される「ラテン・グラミー週間（Latin Grammy Week）」の期間中に賞を授与される。
同賞の初の受賞者は、キューバ系アメリカ人ミュージシャンで音楽プロデューサーのエミリオ・エステファン（Emilio Estefan）で、ラテン音楽に対する世間一般の人々の認知度を高めることに貢献した、という理由で2000年に授与された。
ちなみに、その8年後の2008年、彼の妻で、日本でも「グロリア・エステファン&ザ・マイアミ・サウンド・シーン」として知名度の高い歌手であるグロリア・エステファンが同賞の初の女性受賞者となった。
グロリア・エステファンは、それ以前の1994年にもグラミー賞を発表する団体ナショナル・アカデミー・オブ・レコーディング・アーツ・アンド・サイエンスによる同賞と類似の賞ミュージケアーズ・パーソン・オブ・ザ・イヤーの受賞歴がある。
2000年以来続く同賞の受賞者は、多民族多言語文化なラテン・カルチャーを反映し、受賞者の国籍が多岐に渡るだけでなく、2〜4つ等複数の国籍を持ち幅広く世界で活躍するミュージシャンも多く含まれているのが1つの特徴である。

## 受賞者
| 受賞年[I] | 受賞者写真                                         | 受賞者名 | 生没年                                             | 国籍                                               | 出典                 |
| --------- | -------------------------------------------------- | --- | -------------------------------------------------- | -------------------------------------------------- | -------------------- |
| 2000      |                                                    | エミリオ・エステファン （Emilio Estefan） | b. 1953                                            | キューバ · アメリカ合衆国                          | [ 1 ] [ 4 ]          |
| 2001      |                                                    | フリオ・イグレシアス | b. 1943                                            | スペイン                                           | [ 5 ] [ 6 ]          |
| 2002      |                                                    | ビセンテ・フェルナンデス （Vicente Fernández） | b. 1940                                            | メキシコ                                           | [ 7 ]                |
| 2003      |                                                    | ジルベルト・ジル | b. 1942                                            | ブラジル                                           | [ 8 ] [ 9 ]          |
| 2004      |                                                    | カルロス・サンタナ | b. 1947                                            | メキシコ アメリカ合衆国                            | [ 10 ] [ 11 ]        |
| 2005      |                                                    | ホセ・ホセ （José José） | 1948-2019                                          | メキシコ                                           | [ 12 ] [ 13 ]        |
| 2006      |                                                    | リッキー・マーティン | b. 1971                                            | プエルトリコ アメリカ合衆国                        | [ 14 ] [ 15 ]        |
| 2007      |                                                    | フアン・ルイス・ゲラ | b. 1957                                            | ドミニカ共和国                                     | [ 16 ] [ 17 ] [ 18 ] |
| 2008      |                                                    | グロリア・エステファン | b. 1957                                            | キューバ · アメリカ合衆国                          | [ 2 ] [ 4 ]          |
| 2009      |                                                    | フアン・ガブリエル （Juan Gabriel） | 1950-2016                                          | メキシコ                                           | [ 19 ]               |
| 2010      |                                                    | プラシド・ドミンゴ | b. 1941                                            | スペイン                                           | [ 20 ] [ 21 ]        |
| 2011      |                                                    | シャキーラ | b. 1977                                            | コロンビア                                         | [ 22 ]               |
| 2012      |                                                    | カエターノ・ヴェローゾ | b. 1942                                            | ブラジル                                           | [ 23 ]               |
| 2013      |                                                    | ミゲル・ボセ | b. 1956                                            | スペイン · イタリア · コロンビア · パナマ          | [ 24 ]               |
| 2014      |                                                    | ホアン・マヌエル・セラート （Joan Manuel Serrat） | b. 1943                                            | スペイン                                           | [ 25 ]               |
| 2015      |                                                    | ロベルト・カルロス （Roberto Carlos） | b. 1941                                            | ブラジル                                           | [ 26 ]               |
| 2016      |                                                    | マーク・アンソニー | b. 1968                                            | アメリカ合衆国                                     | [ 27 ]               |
| 2017      |                                                    | アレハンドロ・サンス | b. 1968                                            | スペイン                                           | [ 28 ]               |
| 2018      |                                                    | マナー フェル・オルベラ（Fher Olvera） アレックス・ゴンサレス（Alex González） セルヒオ・バジン（Sergio Vallín） フアン・カジェロス（Juan Calleros） | 1986–present b. 1959 b. 1969 b. 1972 b. 1962       | メキシコ アメリカ合衆国                            | [ 29 ]               |
| 2019      |                                                    | フアネス | b. 1972                                            | コロンビア                                         | [ 30 ]               |
| 2020      | 新型コロナウイルス感染症の世界的流行により授賞なし | 新型コロナウイルス感染症の世界的流行により授賞なし                                                                                                   | 新型コロナウイルス感染症の世界的流行により授賞なし | 新型コロナウイルス感染症の世界的流行により授賞なし | [ 31 ]               |

^[I] 各年の年数は、その年のラテン・グラミー賞の記事ページにリンクしている。日本語記事ページあるものはそのページに、ないものは英語版記事ページに。